# U Eridani
U Eridani är en pulserande variabel av Mira Ceti-typ (M) i stjärnbilden Eridanus. 
Stjärnan har en visuell magnitud som varierar mellan +8,5 och 14,9 med en period av 274,91 dygn.